# Temple historique de Cúcuta

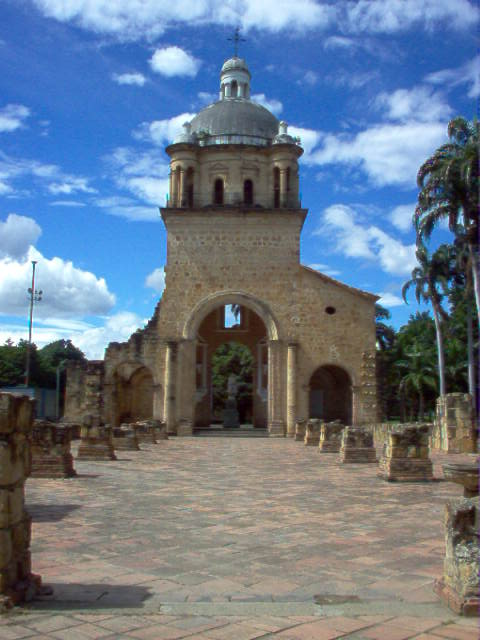
Le temple historique de Cúcuta en 2007.

Le temple historique de Cúcuta, ou temple historique de la Grande Colombie est une église de style néo-classique située dans la ville de Villa del Rosario, une des municipalités de l'aire urbaine de Cúcuta, en Colombie. 

## Histoire
En 1821 s'est tenu dans cette église le Congrès de Cúcuta, où se réunirent Simón Bolívar, Francisco de Paula Santander et d'autres artisans de l'indépendance de la Colombie et du Venezuela au moment d'adopter la Constitution de Cúcuta, dont l'objectif principal était de créer la Grande Colombie, union de la Nouvelle-Grenade (actuels pays de Colombie et Panamá) et du Venezuela. Après sa libération, l'Équateur se joignit à la confédération.
Le séisme de Cúcuta du 18 mai 1875 le laissa en ruines, détruisant toutes les nefs (dont il ne resta que la base des colonnes), la partie nord du transept et l'abside. Seules survécurent la coupole principale et la partie sud du transept.
À l'intérieur, à la place qu'occupait l'autel, se dresse une statue de Simón Bolívar. 
Le monument fait actuellement partie d'un grand parc d'un hectare appelé le parc de la Grande Colombie (es) comprenant également la maison natale de Francisco de Paula Santander (es), la Casa de la Bagatela (es), siège provisoire du pouvoir en 1821 et le tamarinier historique (es), arbre à l'ombre duquel les représentants de Nouvelle-Grenade et du Venezuela se reposèrent entre deux sessions.